# Liste der Biografien/Meik
Liste der Biografien |
Portal Biografien |
Personensuche
# |
A |
B |
C |
D |
E |
F |
G |
H |
I |
J |
K |
L |
M |
N |
O |
P |
Q |
R |
S |
T |
U |
V |
W |
X |
Y |
Z |
?
 
Ma |
Mb |
Mc |
Md |
Me |
Mf |
Mg |
Mh |
Mi |
Mj |
Mk |
Ml |
Mm |
Mn |
Mo |
Mp |
Mq |
Mr |
Ms |
Mt |
Mu |
Mv |
Mw |
Mx |
My |
Mz
 
Mea–Mee |
Mef |
Meg |
Meh |
Mei |
Mej |
Mek |
Mel |
Mem |
Men |
Meo |
Mep |
Mer |
Mes |
Met |
Meu |
Mev |
Mew |
Mex |
Mey |
Mez
 
Meib |
Meic |
Meid |
Meie |
Meif |
Meig |
Meih |
Meij |
Meik |
Meil |
Meim |
Mein |
Meip |
Meir |
Meis |
Meit |
Meiu |
Meiw |
Meix |
Meiz
Die Liste der Biografien führt alle Personen auf, die in der deutschsprachigen Wikipedia einen Artikel haben. Dieses ist eine Teilliste mit 10 Einträgen von Personen, deren Namen mit den Buchstaben „Meik“ beginnt.

## Meik
- Meik, Alex (* 1966), österreichischer Kontrabassist und Sänger

### Meikl
- Meikl, Philipp (* 1952), österreichischer Sänger und Musikant
- Meikle, Andrew (1719–1811), schottischer Erfinder
- Meikle, Robert Desmond (1923–2021), britischer Botaniker
- Meikle, Ryan (* 1996), englischer Dartspieler
- Meikleham, William (1771–1846), schottischer theoretischer Physiker und Astronom
- Meiklejohn, George de Rue (1857–1929), US-amerikanischer Politiker
- Meiklereid, Ernest William (1899–1965), britischer Botschafter
- Meiklokjes, Enie van de (* 1974), deutsche FernsehmoderatorinEnie van de Meiklokjes (* 1974)

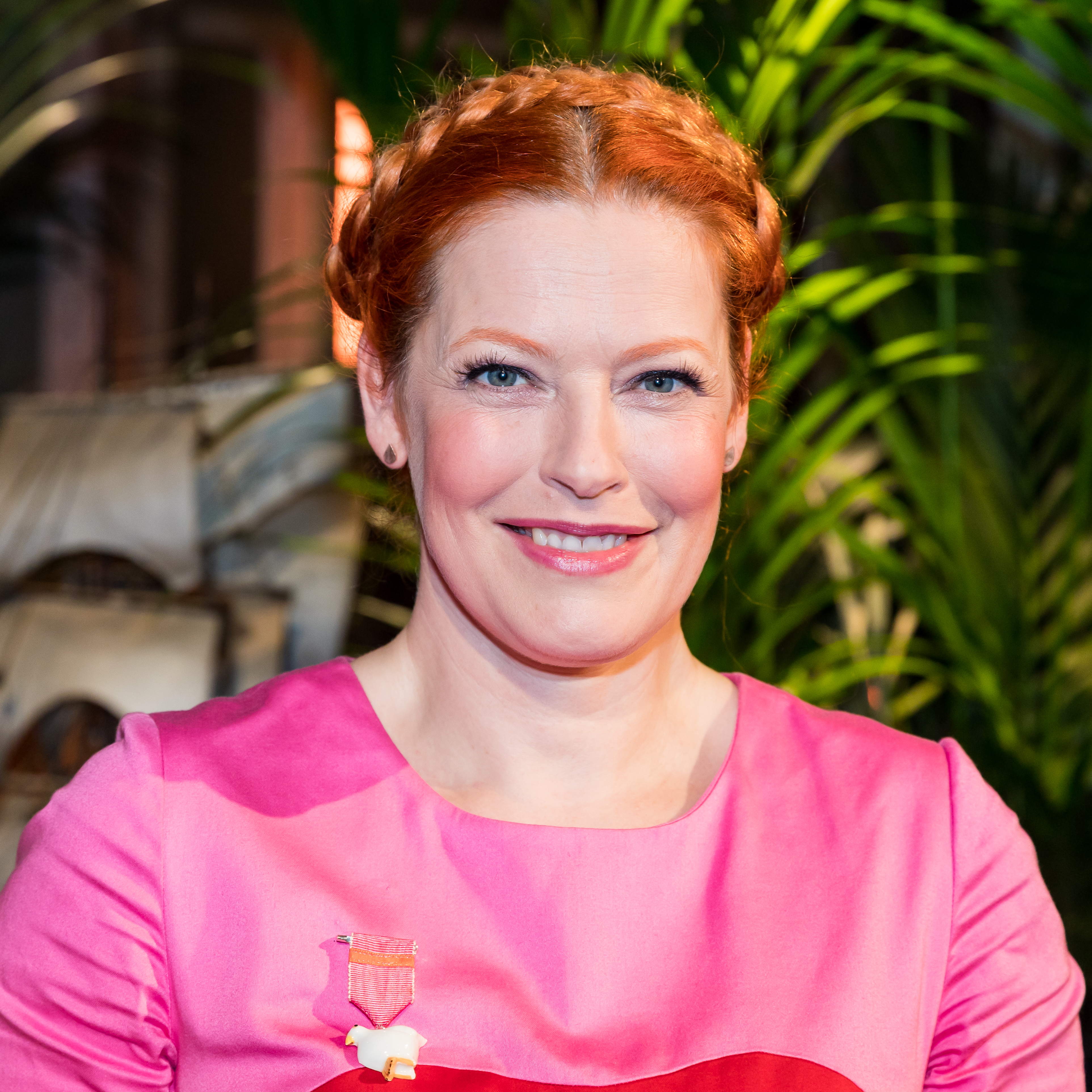
Enie van de Meiklokjes (* 1974)

### Meiko
- Meiko (* 1982), US-amerikanische Sängerin und Songwriterin